# Арняшево
Арня́шево (рос. Арняшево, башк. Әрнәш) — присілок у складі Бураєвського району Башкортостану, Росія. Входить до складу Тепляківської сільської ради.
Населення — 102 особи (2010; 172 у 2002).
Національний склад:
- башкири — 96 %